# L'Assemblée des femmes
L'Assemblée des femmes (en grec ancien Ἐκκλησιάζουσαι / Ekklêsiázousai, littéralement « Celles qui siègent à l’assemblée ») est une comédie grecque antique d’Aristophane composée vers 392 av. J.-C.

## Résumé
Les Athéniennes, à l'instigation de l'une des leurs, Praxagora, se rassemblent à l'aube sur l'agora pour prendre à la place des hommes les mesures qui s'imposent pour sauver la cité.
Quand ceux-ci se réveillent le lendemain, ils découvrent avec stupéfaction les réformes que les femmes entendent adopter : mise en commun des biens, droit pour les femmes les plus laides et les plus âgées de choisir un compagnon. Le soir, un grand banquet fête l'établissement du nouvel ordre des choses, et la pièce s'achève dans une atmosphère véritablement dionysiaque.
En mettant en scène les débats des Athéniennes, qui prêtent à rire par leur manque de portée politique, mais aussi par leur défaut de sens pratique et la défense immodérée des intérêts particuliers qui y apparaît, ce sont les projets de constitution qui animent l'Athènes de son temps qu'Aristophane entend tourner en dérision. On observe également dans cette pièce la désillusion du grand poète comique, dont l'amertume ne fait que croître après la capitulation d'Athènes qui clôt la guerre du Péloponnèse en 404 av. J.-C., ainsi que devant la dégradation des institutions politiques athéniennes, qui a abouti au rétablissement de la tyrannie en 411, puis en 404.

## Insolite
La pièce contient le mot grec ancien le plus long : λοπαδοτεμαχοσελαχογαλεοκρανιολειψανοδριμυποτριμματοσιλφιοκαραϐομελιτοκατακεχυμενοκιχλεπικοσσυφο-
φαττοπεριστεραλεκτρυονοπτεκεφαλλιοκιγκλοπελειολαγῳοσιραιοϐαφητραγανοπτερυγών, translittéré : 
lopadotemakhoselakhogaleokranioleipsanodrimypotrimmatosilphiokarabomelitokatakekhymenokikhlepikossyphophattoperisteralektryonoptekephalliokinklopeleiolagōiosiraiobaphētraganopterygṓn (v. 1169-1174)
Victor-Henry Debidour traduit cela par : 

« bigornocabillortolangoustabricobouillabesturgeonpoulopocovinescargodivoloventruffagogobabaorumsteckopom'letflambléchamelchipolatapiocarnaralorangigogivrécrevissalmidperdripâtéd'alouet'ceteratir'larigottir'larigoguette »

Le dictionnaire Liddell & Scott glose ce terme par : « nom d’un plat composé de toutes sortes de délicatesses, poissons, chair, volaille et sauces. » Ce genre de mots composés à rallonge est une marque évidente d'humour, une parodie des composés épiques qui abondent dans l'Iliade par exemple.

## Hommage
Praxagora est une des 1 038 femmes représentées dans l'œuvre contemporaine de Judy Chicago, The Dinner Party, aujourd'hui exposée au Brooklyn Museum. Cette œuvre se présente sous la forme d'une table triangulaire de 39 convives (13 par côté). Chaque convive étant une femme, figure historique ou mythique. Les noms des 999 autres femmes figurent sur le socle de l'œuvre. Le nom de Praxagora figure sur le socle, elle y est associée à Sophie, sixième convive de l'aile I de la table.